# يوراسوي (أوكيناوا)
مدينة يوراسوي (بالإنجليزية: Urasoe)‏ هي أحد المدن التابعة لمحافظة أوكيناوا. تأسست رسميًا في 01/07/1970. ويقدر عدد سكانها بـ 108052 نسمة حسب تقدير مكتب الإحصاء الياباني لعام 2012. تبلغ مساحة يوراسوي 19.09 كم2. بكثافة سكانية تبلغ 5516 نسمة/كم2.

## أعلام
- تاإيشي سوناغاوا
- يوساكو هيجا